# Lepidochitona dentiens
Lepidochitona dentiens är en blötdjursart som först beskrevs av Gould 1846.  Lepidochitona dentiens ingår i släktet Lepidochitona och familjen Ischnochitonidae. Inga underarter finns listade i Catalogue of Life.